# Casanova (pel·lícula de 2005)
|  | Aquest article tracta sobre la pel·lícula de Lasse Hallström; per la pel·lícula de Federico Fellini, vegeu l'article Casanova (pel·lícula de 1976). |

Casanova és una pel·lícula estatunidenca de Lasse Hallström basada en la vida de Giacomo Casanova, interpretat per Heath Ledger.
Es va presentar fora de concurs al 62è. Festival Internacional de Cinema de Venècia, el 2005.
La pel·lícula va ser rodada a la regió del Vèneto (Itàlia): els interiors a Vicenza, i els exteriors a Venècia, que és on va viure el seu protagonista.

## Argument
Casanova és un famós seductor venecià. Cap dona no se li pot resistir, excepte Francesca; aquesta, serà un repte per a ell, que no coneix el rebuig i vol preservar la seva reputació.

## Repartiment
- Heath Ledger: Giacomo Casanova
- Sienna Miller: Francesca Bruni
- Jeremy Irons: Pucci
- Oliver Platt: Paprizzio
- Lena Olin: Andrea
- Omid Djalili: Lupo
- Stephen Greif: Donato
- Ken Stott: Dalfonso
- Helen McCrory: mare de Casanova

## Música
La banda sonora de la pel·lícula, a càrrec d'Alexandre Desplat, conté peces musicals de Johan Helmich Roman, Tomaso Albinoni, Jean-Philippe Rameau, Leonardo Leo, Antonio Vivaldi, Francesco Durante, Giovanni Paisiello, Vicent Martín i Soler, Tommy Körberg, Arcangelo Corelli, Jean-Féry Rebel, Joan Ambrosio Dalza, Georg Friedrich Händel, Georg Philipp Telemann, i Fabrizio Caroso.